# Alex Bowen (Wasserballspieler)
Alexander „Alex“ Brant Bowen (* 4. September 1993 in San Diego, Kalifornien) ist ein Wasserballspieler aus den Vereinigten Staaten. Er gewann 2024 die olympische Bronzemedaille. Dreimal siegte er mit dem Team der Vereinigten Staaten bei den Panamerikanischen Spielen.

## Sportliche Karriere
Alex Bowen studierte an der Stanford University und spielte für die Stanford Cardinals, das Sportteam der Universität. Er war der erste Stanford-Wasserballspieler seit Tony Azevedo 2004, der in allen vier Studienjahren die Endrunde bei den College-Meisterschaften erreichte.
Ab 2013 spielte Bowen auch in der Nationalmannschaft. 2015 bei der Weltmeisterschaft in Kasan erreichte mit dem Nationalteam den siebten Platz. Bei den Panamerikanischen Spielen 2015 gewann er mit dem US-Team seinen ersten Titel vor den Brasilianern. 2016 bei den Olympischen Spielen in Rio de Janeiro belegte die US-Mannschaft den zehnten Platz. Der 1,96 Meter große Bowen warf insgesamt vier Turniertore.
Nach einem 13. Platz bei der Weltmeisterschaft 2017 erreichte Bowen 2019 mit dem Nationalteam den neunten Platz bei den Weltmeisterschaften in Gwangju. Im Finale der Panamerikanischen Spiele 2019 siegte das Team aus den Vereinigten Staaten gegen Kanada. Bei den 2021 ausgetragenen Olympischen Spielen in Tokio unterlag Bowen mit seiner Mannschaft im Viertelfinale den Spaniern. In den Platzierungsspielen erreichte die Mannschaft den sechsten Platz.
Auf einen sechsten Platz bei der Weltmeisterschaft 2022 folgte der siebte Platz bei der Weltmeisterschaft 2023. Bei den Panamerikanischen Spielen 2023 siegte das US-Team vor den Brasilianern. 2024 erreichte die US-Mannschaft bei der Weltmeisterschaft 2024 nur den neunten Rang. Bei den Olympischen Spielen in Paris belegte das US-Team den dritten Platz in seiner Vorrundengruppe. Im Viertelfinale gewann das Team im Penaltyschießen gegen die Australier. Nach einem 6:10 im Halbfinale gegen Serbien bezwang die Mannschaft aus den Vereinigten Staaten im Spiel um Bronze die Ungarn im Penaltyschießen, nachdem es am Ende der regulären Spielzeit 8:8 gestanden hatte. Bowen hatte im Spiel um Bronze ein Tor geworfen. Im Penaltyschießen verwandelten Hannes Daube, Max Irving und Alex Bowen die ersten drei Würfe, während die ersten drei Ungarn nicht ins Tor trafen.